# Joseph Julius Seitz
Joseph Julius Seitz (ur. 27 października 1847 w Külsheim, zm. 24 maja 1912 we Fryburgu Bryzgowijskim) – niemiecki rzeźbiarz, przedstawiciel historyzmu, twórca licznych pomników i nagrobków.

## Życiorys
Joseph Julius Seitz był najstarszym z dziesięciorga dzieci złotnika Georga Seitza, który na początku lat 20. XIX wieku tworzył wraz z bratem ołtarze pod szyldem „Bracia Seitz” (Gebrüder Seitz) oraz zajmował się w remontami świątyń.
Joseph Seitz uczył się najpierw zawodu złotnika w warsztacie swojego ojca. Od roku 1868 studiował w Akademii Sztuk Pięknych w Monachium. W 1874 odbył podróże naukowe do Wiednia i Paryża. W latach 1874–1875 pobierał nauki u rzeźbiarza Michaela Arnolda w Bad Kissingen. W 1876 otrzymał pierwsze duże zlecenie wykonania Góry Oliwnej na placu kościelnym w miejscowości Lauda. W latach 1879–1884 przebywał w Rzymie. W 1884 otworzył własny warszat rzeźbiarski we Fryburgu Bryzgowijskim. Wiele jego dzieł znajduje się w przestrzeni publicznej miast, zwłaszcza we Fryburgu Bryzgowijskim. Są to głównie pomniki, fontanny, reliefy i nagrobki. W latach 1899–1912 prowadził również zajęcia w szkole rzemiosła  (Gewerbeschule) we Fryburgu.

## Galeria zdjęć

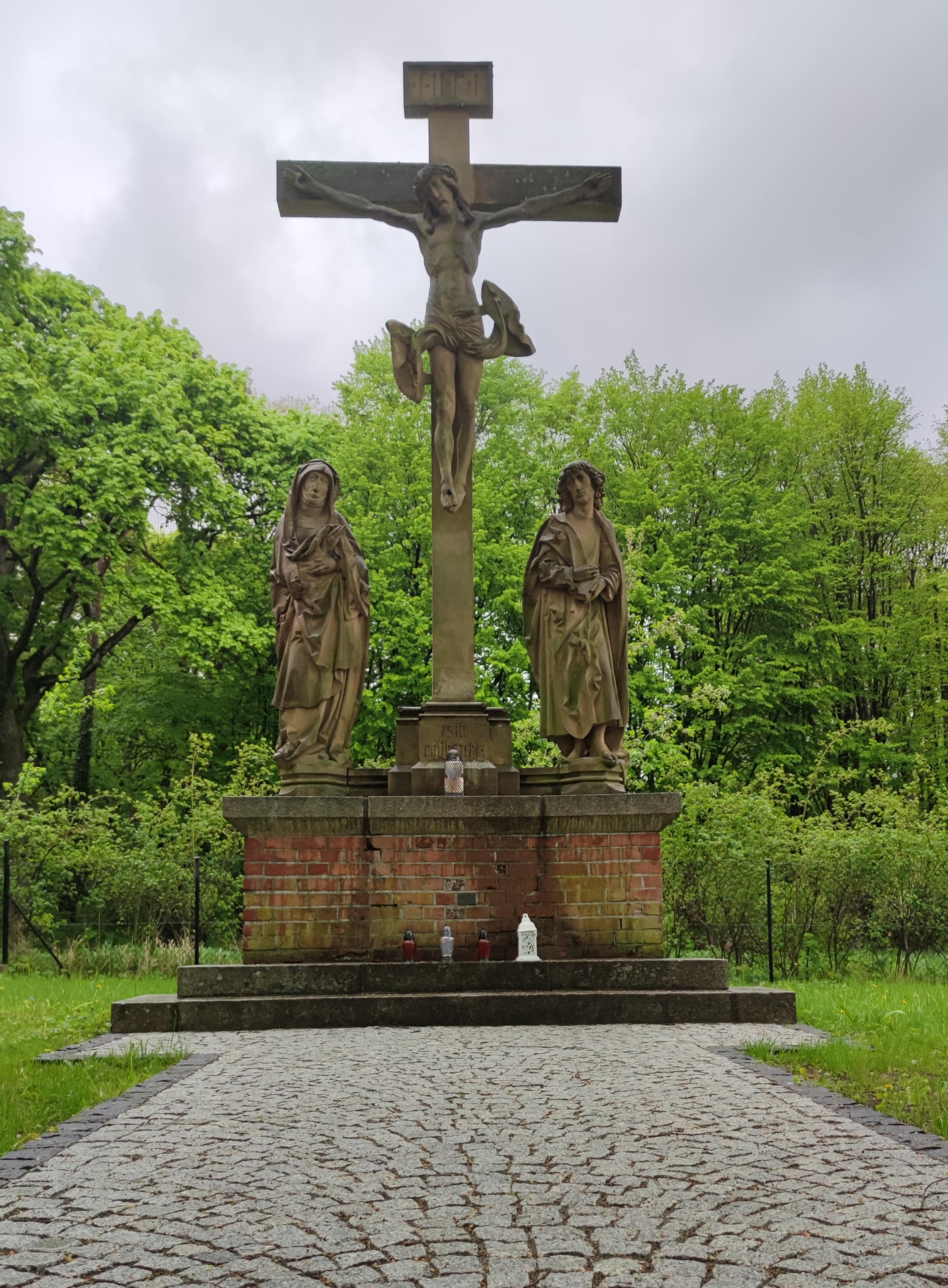
Grupa Ukrzyżowania, Frombork
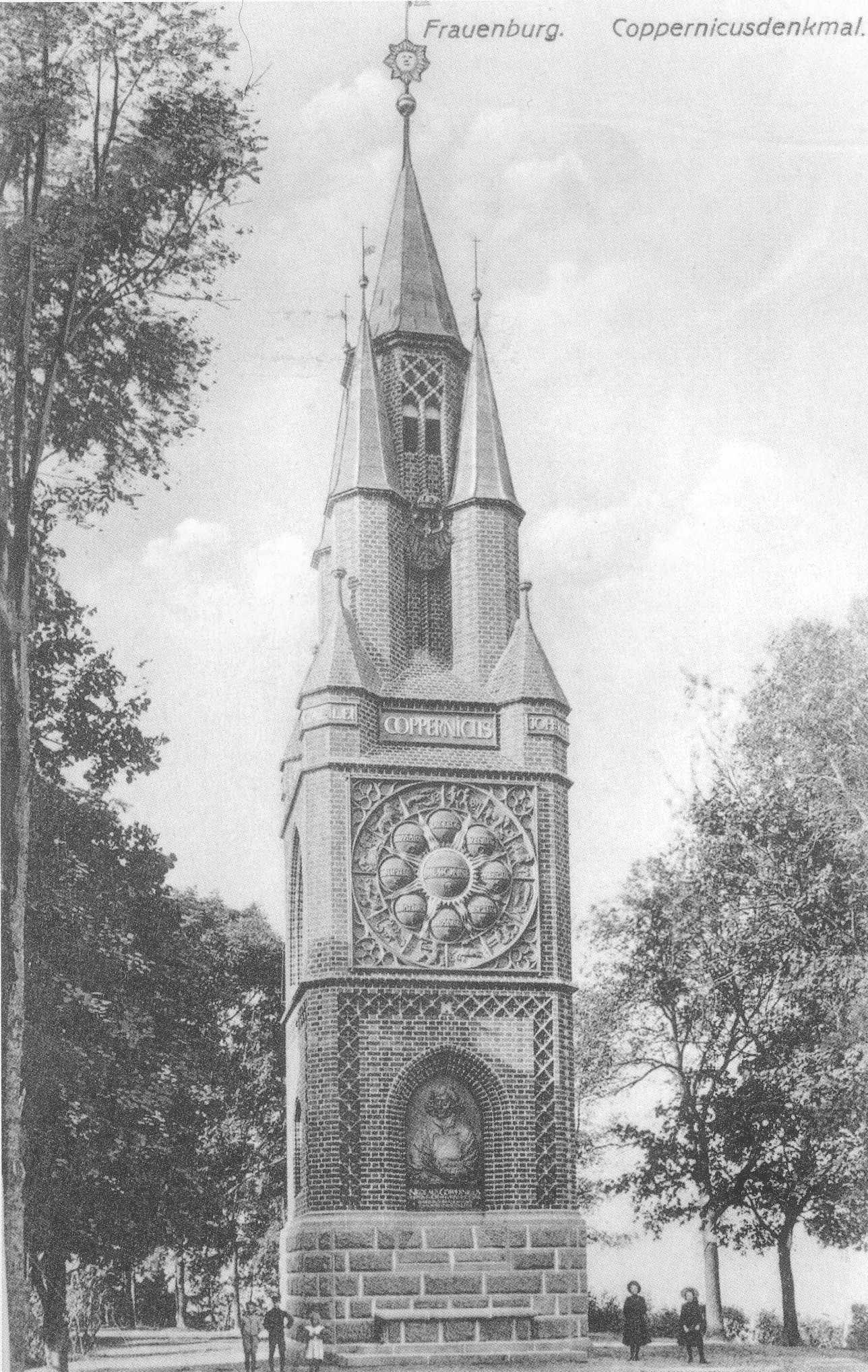
Pomnik Kopernika we Fromborku
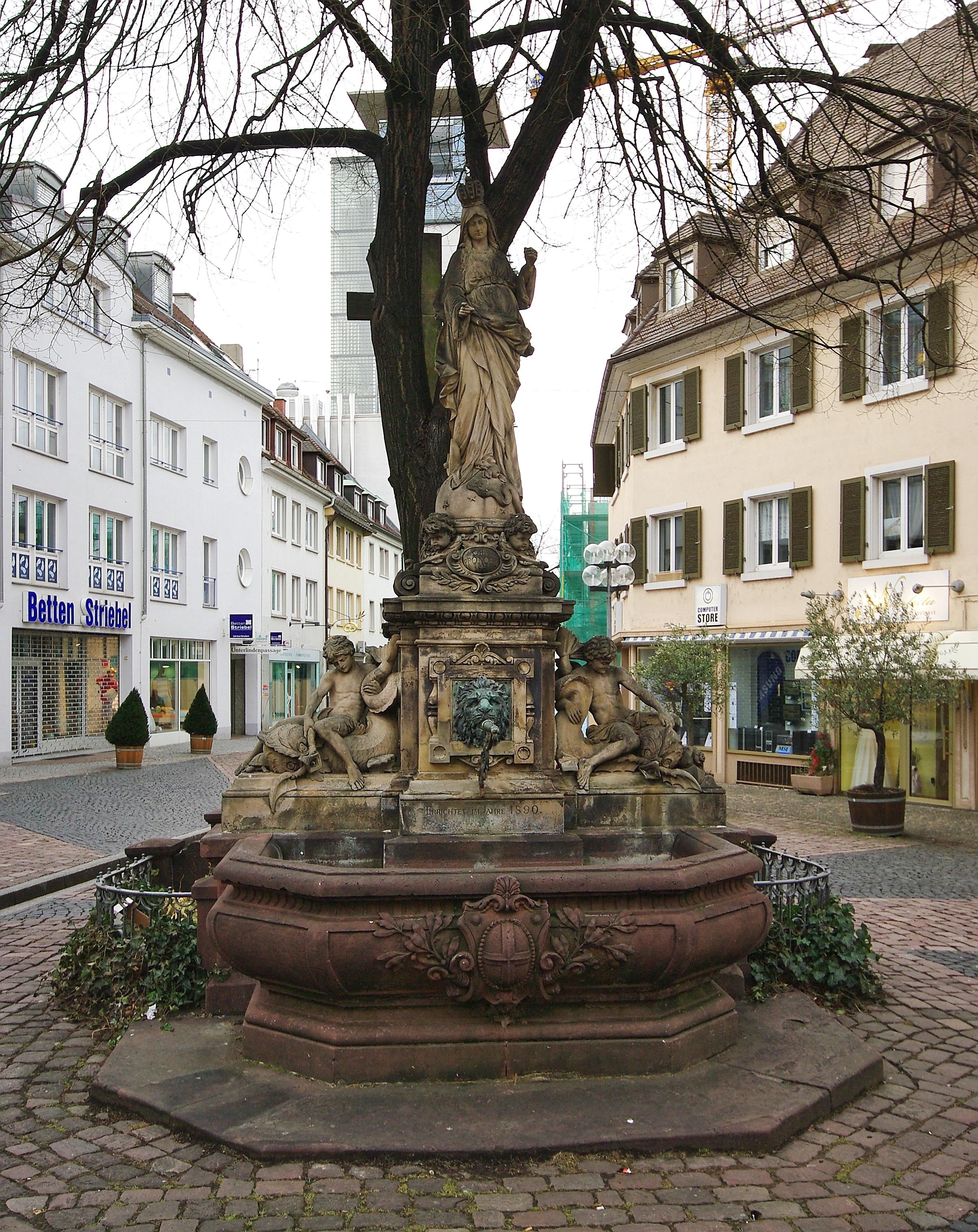
Źródełko NMP we Fryburgu Bryzgowijskim
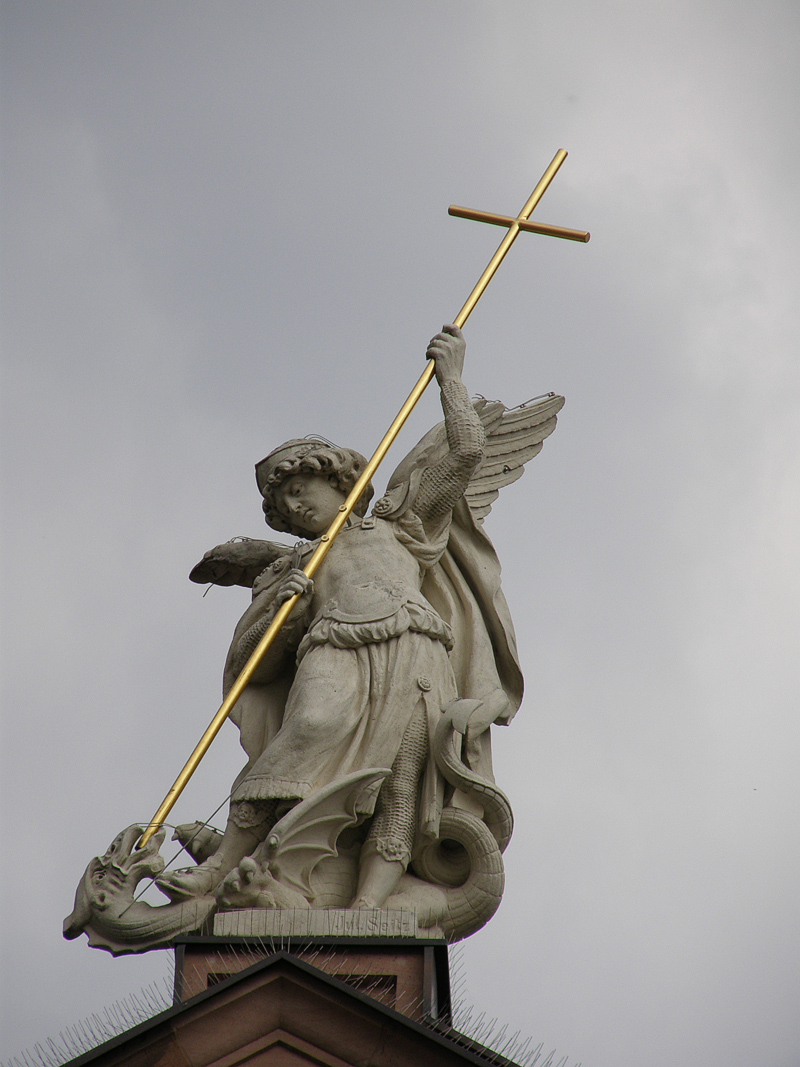
Św. Michał Archanioł w Eberbach
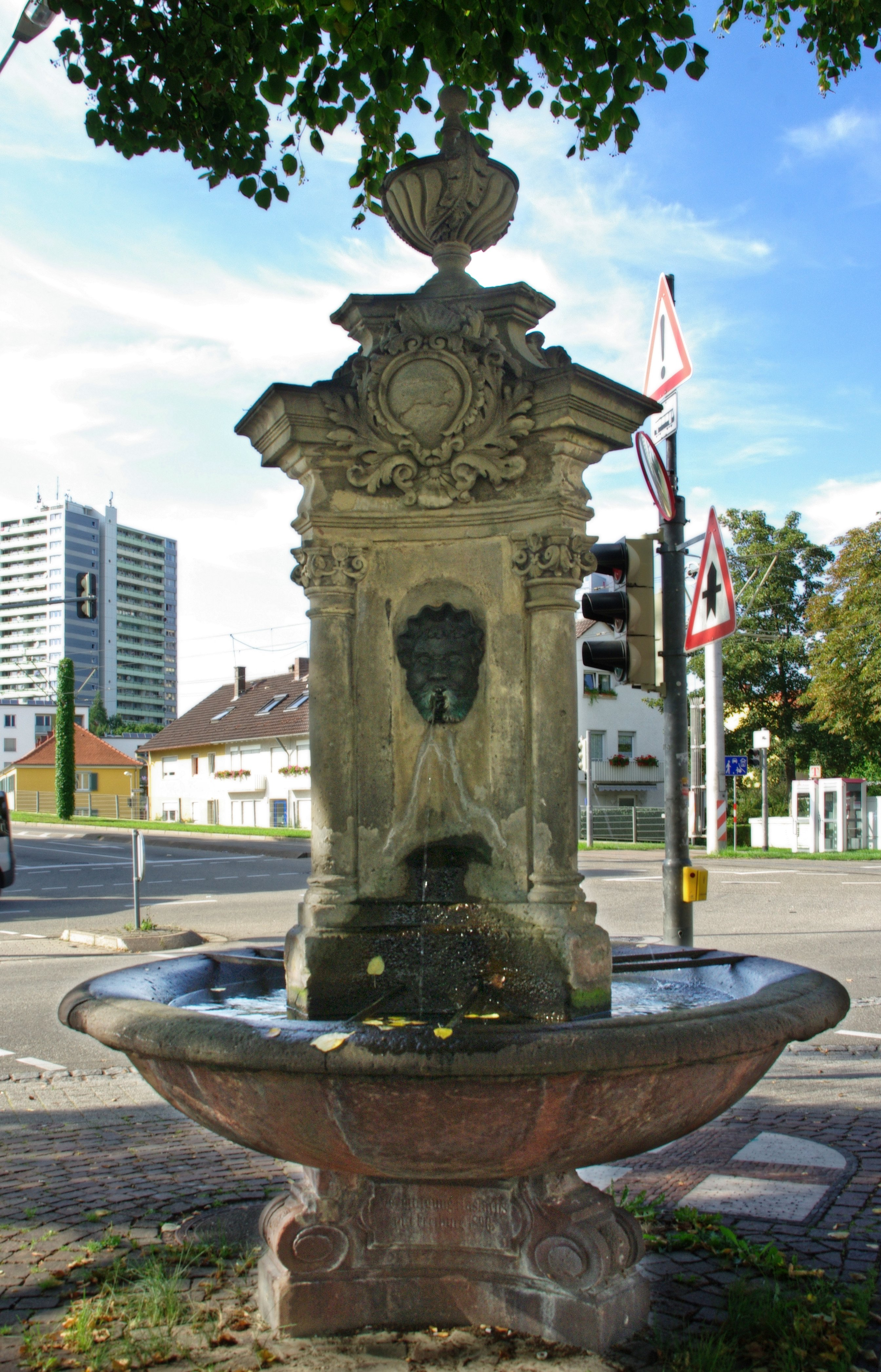
Źródełko we Fryburgu Bryzgowijskim